# Belgian War Dead Register
Le Belgian War Dead Register est une base de données en ligne, créée pour recenser tous les militaires belges morts au cours de la Première Guerre mondiale. Les militaires morts dans d'autres conflits comme la Deuxième Guerre mondiale ou la guerre de Corée viendront s'ajouter au fil du temps.
La base de données a été mise en ligne le 11 novembre 2015 par l'Institut des Vétérans pour marquer le centenaire de la Première Guerre mondiale et regroupe les fiches originales de militaires tombés au champ d'honneur. Les archives du Service des Sépultures militaires, conservées à l'Institut, des dossiers personnels, les matricules de la Défense nationale et les informations recueillies par Danny Wilssens et Walter Lelièvre ont été réunis pour créer la base de données. Outre les données militaires, personnelles et familiales, le Belgian War Dead Register permet entre autres de lister les militaires morts à une date ou un lieu précis, ou de connaître tous les morts d'une commune. Des photos (quelque dix mille en date de la mise en ligne) complètent la base de données.

## Sources et liens externes
- Belgian War Dead Register
- Les héros belges de 14-18 sont en ligne, Christian Laporte, 6 novembre 2015, site de La Libre
- Première Guerre mondiale: retrouvez vos ancêtres tombés au combat, 11 novembre 2015, site du journal Le Soir